# Búsqueda y rescate

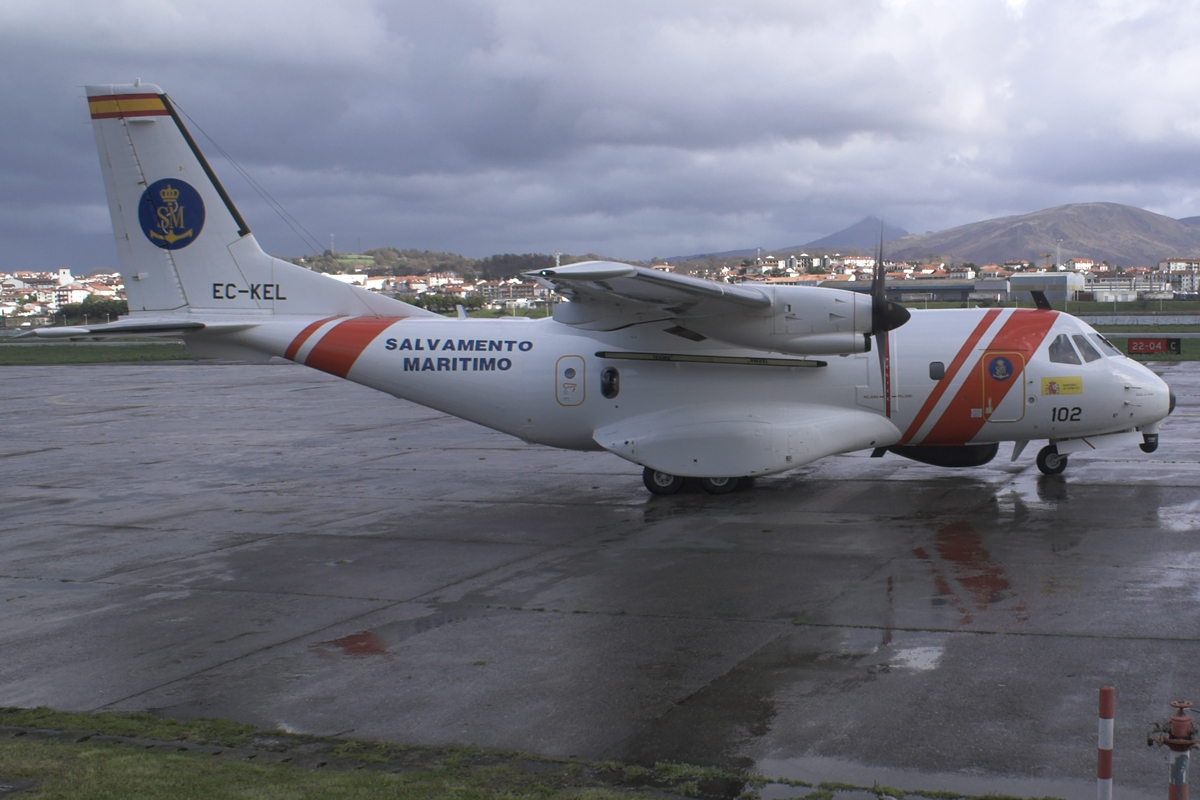
Un avión CASA CN-235 de patrulla marítima de la Sociedad de Salvamento y Seguridad Marítima de España.

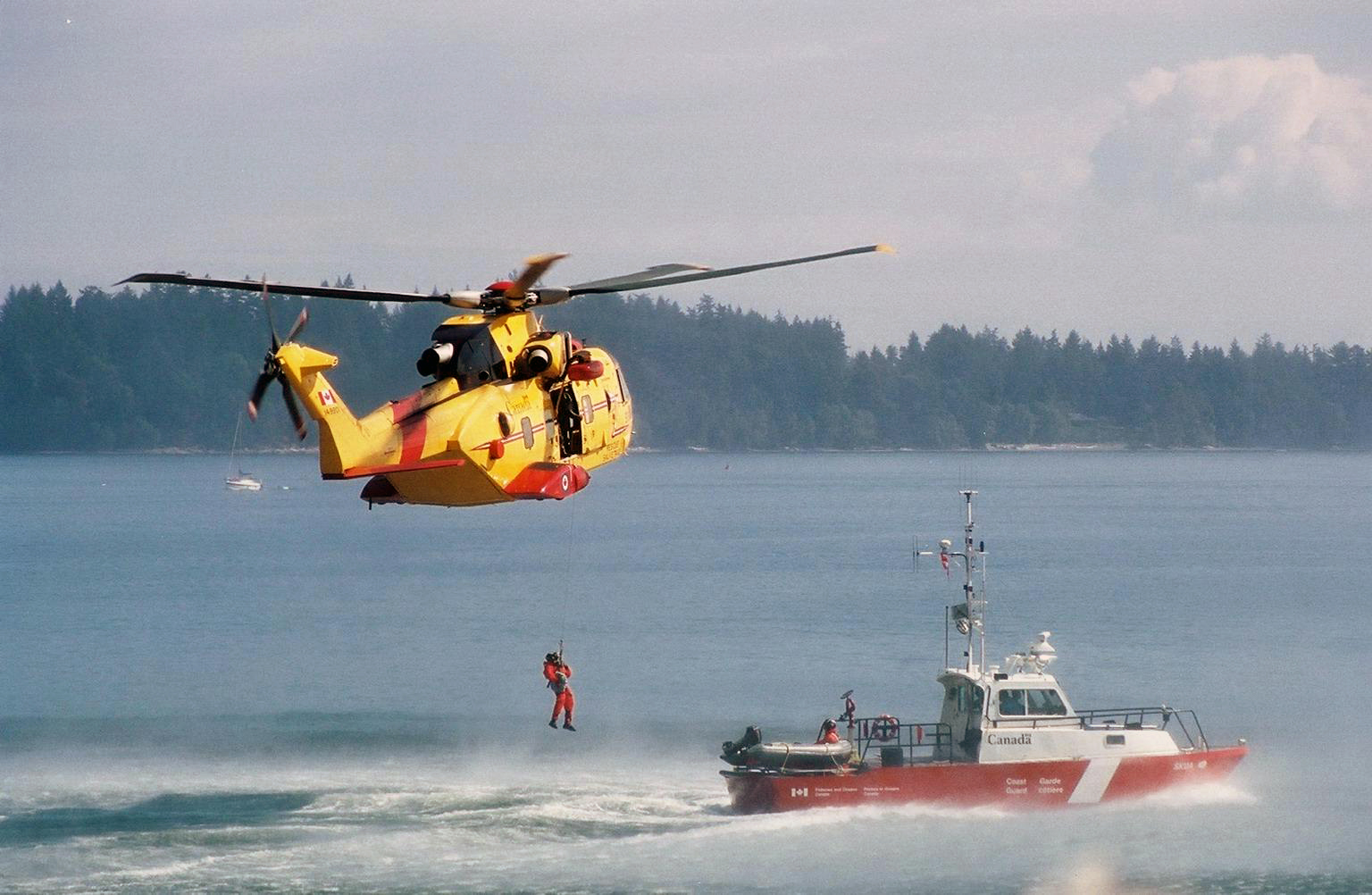
Un helicóptero CH-149 Cormorant de las Fuerzas Canadienses eleva un hombre desde una embarcación de los Guardacostas Canadienses.

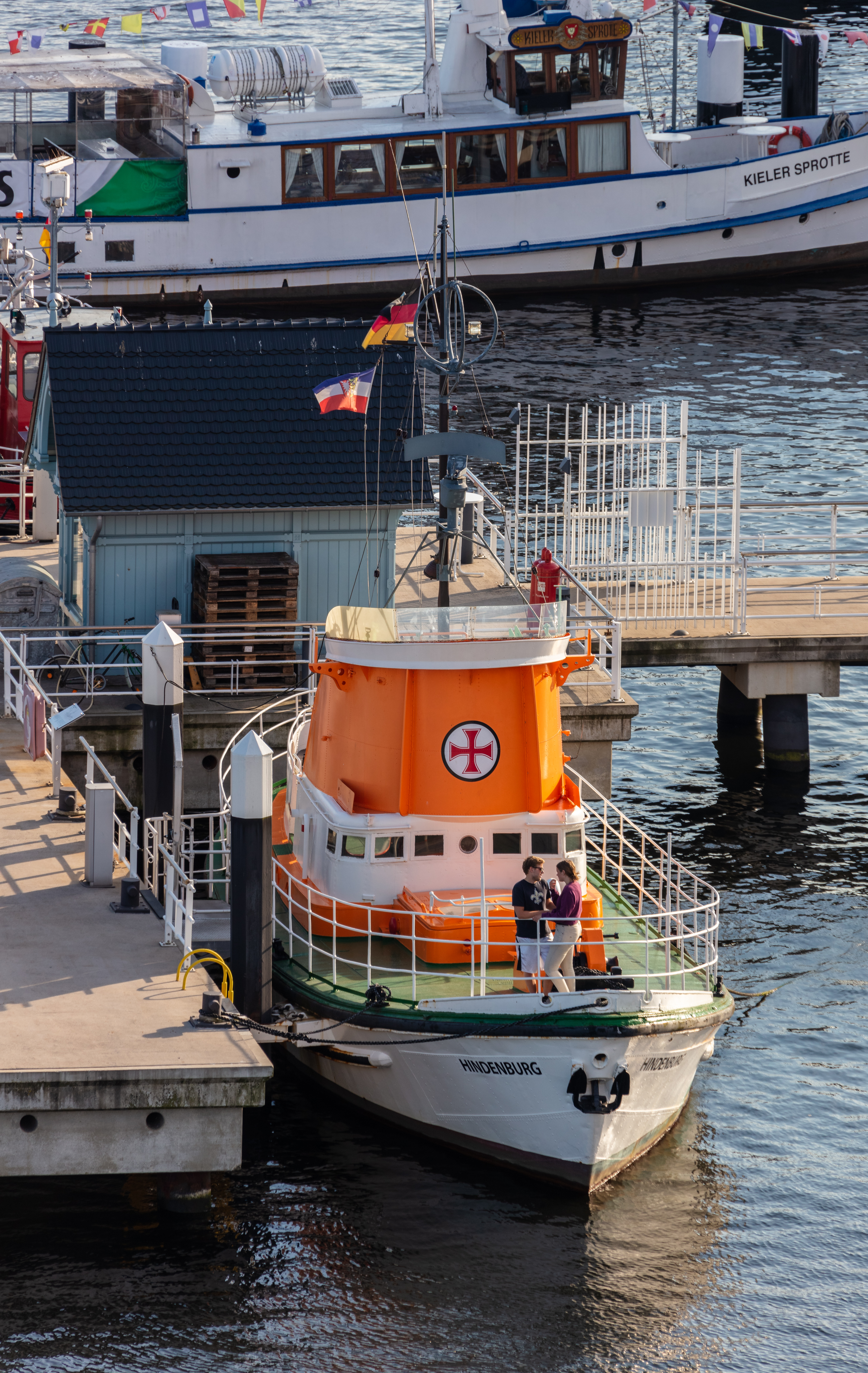
Embarcación para el rescate marítimo.

Búsqueda y rescate, búsqueda y salvamento o SAR (en inglés: Search and Rescue) es una operación llevada a cabo por un servicio de emergencia, civil o militar, para encontrar a alguien que se cree perdido, enfermo o herido en áreas remotas o poco accesibles. 
Una operación de búsqueda y rescate militar en el transcurso de una guerra se denomina búsqueda y rescate de combate o CSAR (en inglés: Combat Search and Rescue). Cuando es civil se denomina rescate y protección civil.

## Formación de un rescatista
Los socorristas de la Guardia Costera tienen que ser capaces de cargar pescadores de 100 kilogramos, ponerlos en cestas de rescate y llevarlos a cuesta nadando contra enormes olas en tormentas árticas, la mayoría de los socorristas son muy atléticos o fornidos, algunos tienen la estatura de un luchador.
La formación es igual a la de un militar estadounidense. Dieciocho semanas de ejercicios acuáticos en la escuela de natación de Carolina del Norte, seguido de siete semanas de aprendizaje sobre medicina de emergencia. La tasa de abandono en esta escuela de natación es de más del 50 %. Hasta en algunas clases, todos los reclutas se llegan a dar por vencidos como resultado de nadar constantemente con falta de sueño y con estrés mental.

## Generalidades
Las operaciones de búsqueda y rescate sin duda involucran el cuidado prehospitalario de las víctimas, por tal razón en la organización de la respuesta se debe contemplar un componente de atención pre-hospitalaria con conocimientos muy bien fundamentados sobre fisiología del trauma, para así poder planear el manejo rápida y eficientemente. Se debe tener presente que cada minuto empleado en la atención del paciente, se verá reflejado en su evolución. Por tal razón, cada paso de la valoración y atención debe desarrollarse de manera rápida y eficiente. De igual manera, de ser necesario, se debe garantizar la pronta disponibilidad de un transporte adecuado a un centro asistencial que brinde la atención médica definitiva. Los siguientes son los puntos primarios en la evaluación y manejo de una persona lesionada en su orden de aplicación:
A: abrir vía aérea y estabilización de columna 
B: ventilación 
C: circulación y hemorragias 
D: déficit neurológico 
E: exposición / medio ambiente 
Para atención de casos donde se sospecha paro cardiorrespiratorio, se debe tomar el orden: C-A-B-D-E

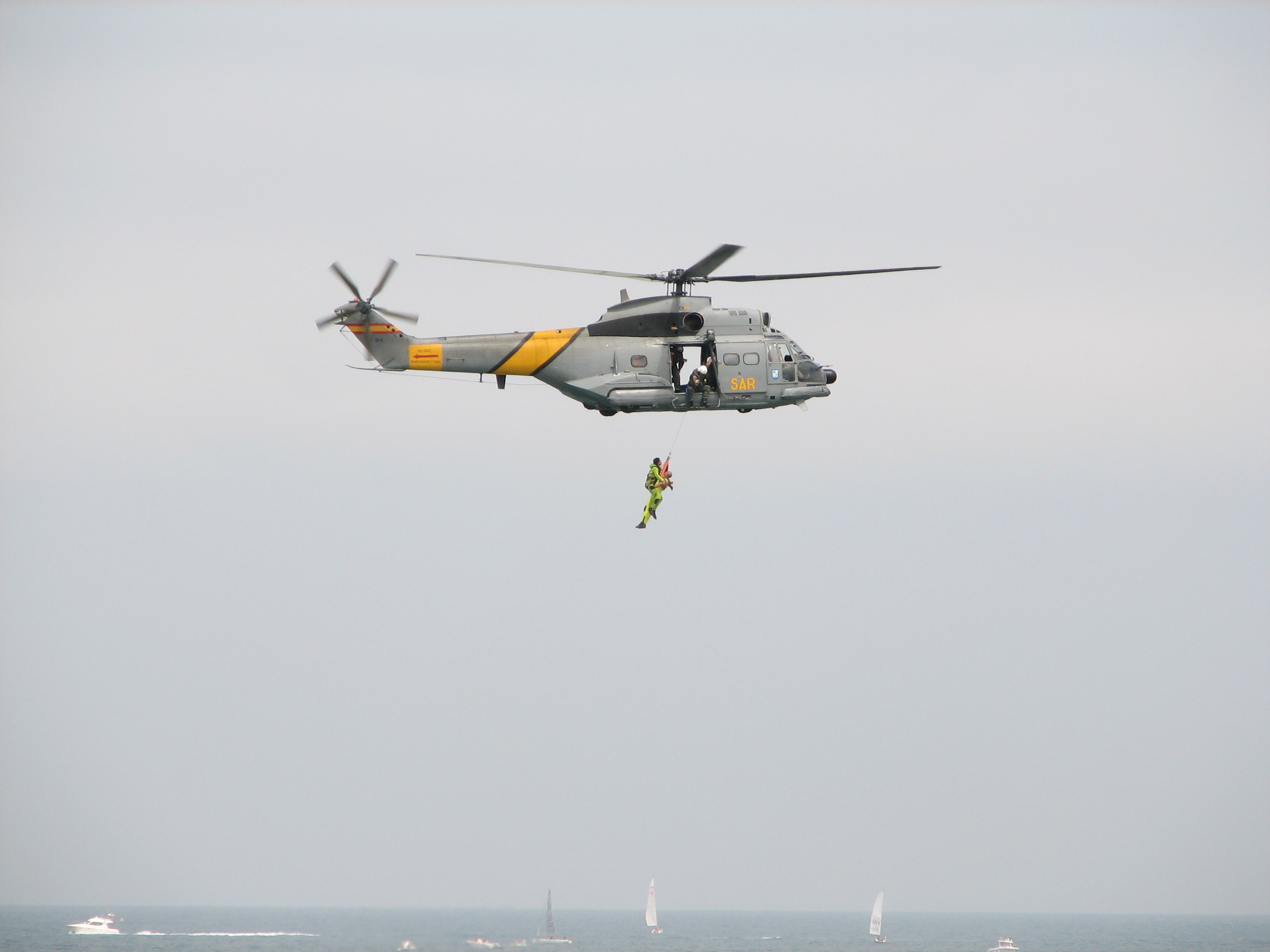
Un helicóptero AS 332 Super Puma SAR del Ejército del Aire de España.

## Labores de rescate

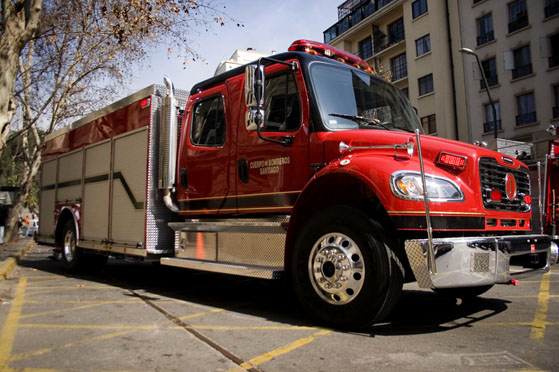
Camión de búsqueda y rescate urbano, Primera Compañía, Cuerpo de Bomberos de Santiago

Las labores de rescate regularmente son clasificadas por el ambiente en el que se desarrollan, entre las principales destacan las siguientes:
- Rescate en montaña
- Búsqueda y rescate urbano
- Búsqueda y rescate en estructuras colapsadas
- Búsqueda y rescate de combate
- Rescate marítimo por aire
- Rescate en aguas rápidas e inundaciones
- Rescate en zanjas
- Rescate en cuevas

Una modalidad de rescate que es utilizada casi en todos los escenarios es el rescate vertical o rescate con cuerdas, en el que independientemente del terreno, se trabaja en un plano vertical o inclinado, por lo que es imprescindible el uso de cuerdas o cables y toda una gama de equipamiento de rescate.

## Procedimientos de búsqueda
- QKP-1 Se utiliza frecuentemente para la búsqueda sobre el mar.
- QKP-2 Comienza en un punto determinado y se desarrolla colando sobre cuadrados concéntricos en espiral.
- QKP-3 Se utiliza cuando se trata de explorar zonas rectangulares con un solo avión.
- QKP-4 Es un tipo de búsqueda que se emplea en los casos en que desaparece el avión sin dejar rastro.
- QKP-5 La búsqueda de contorno permite efectuar una minuciosa exploración en valles y montañas.

## Fases operacionales
1. Alerta
2. Búsqueda
3. Rescate
4. Atención
5. Traslado
6. S.O.S.
7. Terapia